# Aéroport de Cat Lake
L'aéroport de Cat Lake est un aéroport situé en Ontario, au Canada.